# Frances Bay
Frances Evelyn Bay, född Goffman den 23 januari 1919 i Mannville i Alberta, död 15 september 2011 i Tarzana, Kalifornien, var en kanadensisk-amerikansk skådespelare. Bay var karaktärsskådespelare och medverkade bland annat i Blue Velvet (1986), Happy Gilmore (1996) och Bröllopsfixaren (2001).

## Filmografi i urval
- 1976 – Kojak (TV-serie)
- 1978 – Tjejen som visste för mycket
- 1981 – Kompis kompis
- 1981 – The Dukes of Hazzard (TV-serie)
- 1982–1984 – Gänget och jag (TV-serie)
- 1983 – Remington Steele (TV-serie)
- 1984 – Karate Kid: Sanningens ögonblick
- 1984 – Fem i familjen (TV-serie)
- 1985 – Fame (TV-serie)
- 1986 – Blue Velvet
- 1986 – Skål (TV-serie)
- 1986 – Spanarna på Hill Street (TV-serie)
- 1988 – Pantertanter (TV-serie)
- 1988 – Twins
- 1988–1991 – Hunter (TV-serie)
- 1989 – Karate Kid III: Man mot man
- 1990 – Alf (TV-serie)
- 1990 – Wild at Heart
- 1990 – Röster från andra sidan graven (TV-serie)
- 1990 – Imse vimse spindel
- 1990 – Twin Peaks (TV-serie)
- 1990 – Fader Dowlings mysterier (TV-serie)
- 1991 – Matlock (TV-serie)
- 1992 – Lagens änglar (TV-serie)
- 1992 – Twin Peaks: Fire Walk with Me
- 1992 – Ensam ung kvinna söker
- 1992–1993 – Stjärnorna visar vägen (TV-serie)
- 1992–1993 – Härlige Harry (TV-serie)
- 1994 – Arkiv X (TV-serie)
- 1995 – Scali (TV-serie)
- 1995 – Mord och inga visor (TV-serie)
- 1996 – Happy Gilmore (TV-serie)
- 1996 – Vägen till Avonlea (TV-serie)
- 1996–1998 – Seinfeld (TV-serie)
- 1997 – Kära Susan (TV-serie)
- 1999 – The Simple Life of Noah Dearborn (TV-film)
- 1999 – Gadget
- 2001 – Bröllopsfixaren
- 2001 – Cityakuten (TV-serie)
- 2002 – Förhäxad (TV-serie)
- 2006 – My Name Is Earl (TV-serie)
- 2009 – Grey's Anatomy (TV-serie)